# Поліський тракт
Поліський тракт — один з трактів Берестейського повіту.

## Ротмістри
Ротмісти мали визначену територію з якої одбувався набір до хоругв Берестейського повіту.
- 29 грудня 1700 року Берестейським соймиком обраний Станислав Русецький.
- В 1722 р. був Мартин Костюшко.